# 普斯科夫的道曼塔斯

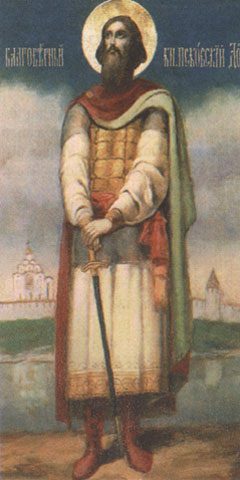
多夫蒙特像，三一主教座堂墙上绘

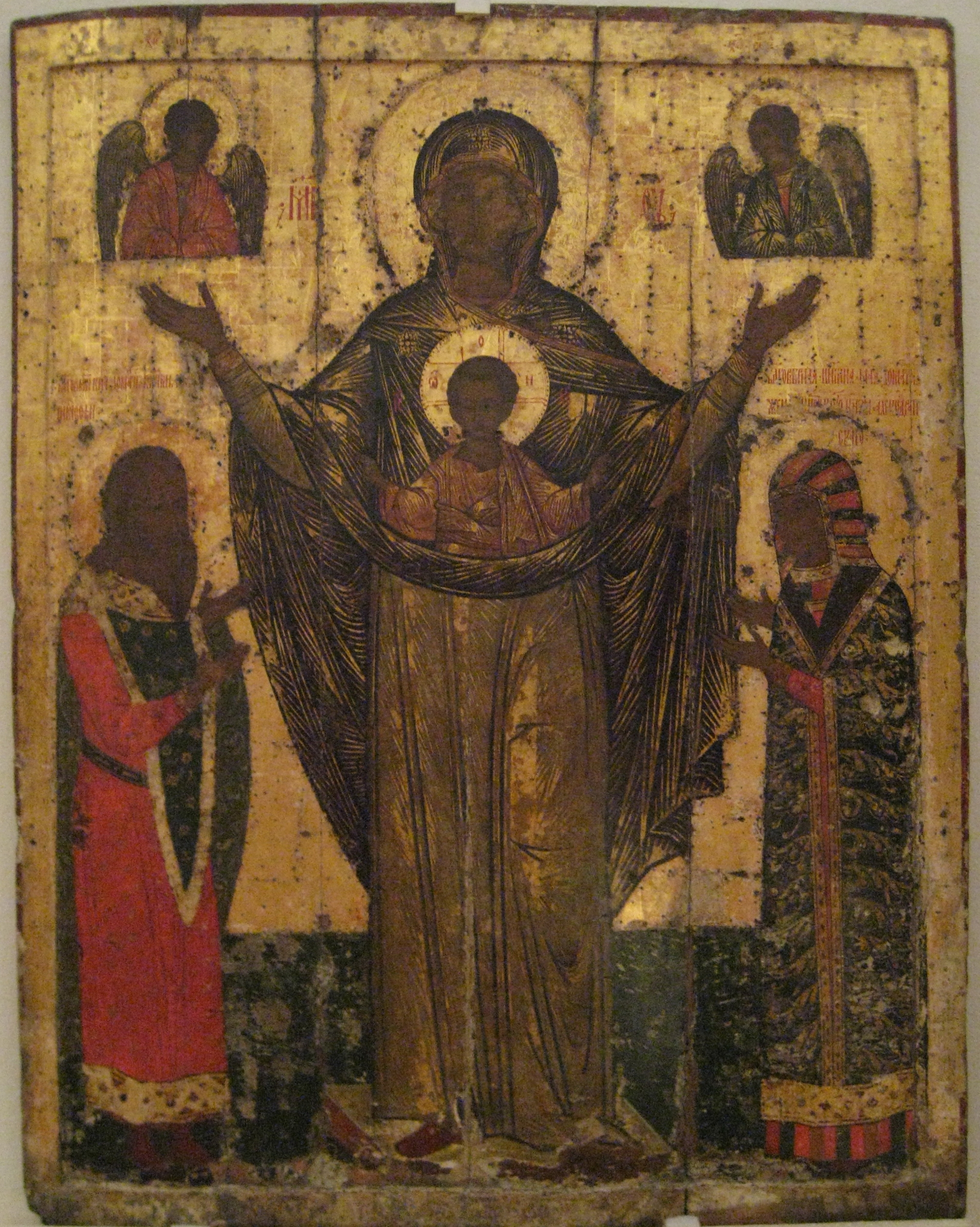
我们的女士密若哲，圣多夫蒙特，和他的妻子玛利亚

道曼塔斯，俄語称多夫蒙特，基督教名蒂莫西 ；约1240年－1299年5月17日），早年是立陶宛王公，后来以他在1266年到1299年担任的普斯科夫公爵身份而最为著称。在任期间，普斯科夫实际从诺夫哥罗德独立。

## 立陶宛
1265年之前，道曼塔斯是纳尔希亚，这个立陶宛大公国北方省份的公爵，也是明道加斯国王的支持者。 明道加斯和道曼塔斯两人的妻子是姊妹关系。虽有如此家庭关系，道曼塔斯仍选择与萨莫吉希亚公爵，明道加斯之侄特莱尼奥塔结盟。特莱尼奥塔逐渐提高自己在王国内的权力，因为他试图激起全波罗旳部落发动起义反抗条顿骑士团和利沃尼亚骑士团。
1263年，特莱尼奥塔杀死了明道加斯和他的两个儿子。这已经暗示了，他是与道曼塔斯串通并下手的。结果，立陶宛大公国恢复异教信仰，并持续120年。一些鲁塞尼亚编年史称特莱尼奥塔暗杀明道加斯的动机是为了加大他的权力，而道曼塔斯则是为了复仇：在王后莫尔塔于1262年左右去世后，明道加斯将道曼塔斯的妻子据为己有。当明道加斯集结大军向布良斯克进发时，道曼塔斯参与了这次远征，但突然回来并杀死明道加斯和他的两个儿子。
根据《贝霍维茨编年史》（一个后来的，且不太可靠的文献）的说法，作为奖赏，道曼塔斯得到了乌泰纳公爵的头衔。
1264年明道加斯长子瓦伊什维尔卡斯与哈利奇-沃里希连结盟，这下他就能杀死特莱尼奥塔，为他的父亲报仇。道曼塔斯和他的追随者逃到普斯科夫。

## 普斯科夫统治者

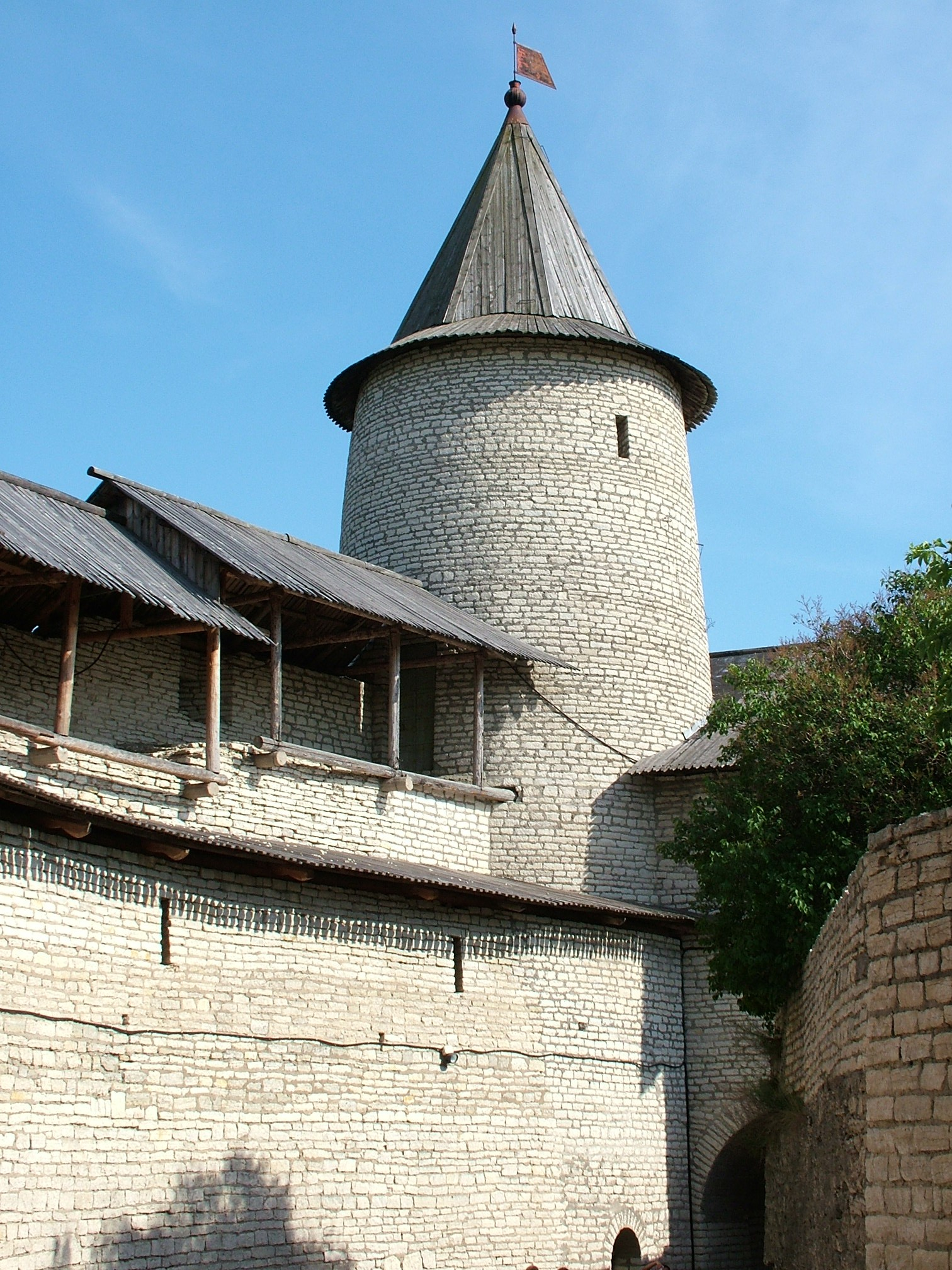
普斯科夫城堡的中世纪高塔

来到普斯科夫后，多夫蒙特（即道曼塔斯）昄依东正教，接受教名蒂莫休斯（鲁塞尼亚语：Timofei），并与佩列斯拉夫尔的德米特里之女结婚，而这个德米特里正是亚历山大·涅夫斯基之子。他领导普斯科夫军队与立陶宛作战，并在西道家瓦河岸击败他们，并进军将格尔德尼斯公爵的土地夷为平地，俘获了他的妻子和两个儿子。因为自身作战勇敢，待人友好，军事上捷报频传，多夫蒙特被普斯科夫人民选为军事领袖。
多夫蒙特的当选从没被诺夫哥罗德共和国批准，这个共和国传统上掌控库斯科夫事务。王公雅罗斯拉夫三世·雅罗斯拉维奇计划让他们为他们的固执付出代价，并将多夫蒙特逐出城市，但诺夫哥罗德人拒绝支持雅罗斯瓦夫的行动，并与普斯科夫人站在一起，来年入侵立陶宛。多夫蒙特再次智慧，并班师回到普斯科夫。
次年，普斯科夫与诺夫哥罗德的联盟因利沃尼亚骑士团的入侵而更为稳固。在多夫蒙特和亚历山大·涅夫斯基之子德米特里的领导下，普斯科夫人加入诺夫哥罗人，并在拉克韦雷战役（1268年，现在拉克韦雷附近）中大败骑士团。翌年，骑士团大团长奥托·冯·卢特尔伯格包围普斯科夫，但多夫蒙特在诺夫哥罗德的支持下，击退这次进攻，在战场上亲自俘虏卢特尔伯格。骑士团不惜一切代价希望停战，他们对普斯科夫和诺夫哥罗德的进攻也平息了30年。

## 后事和影响

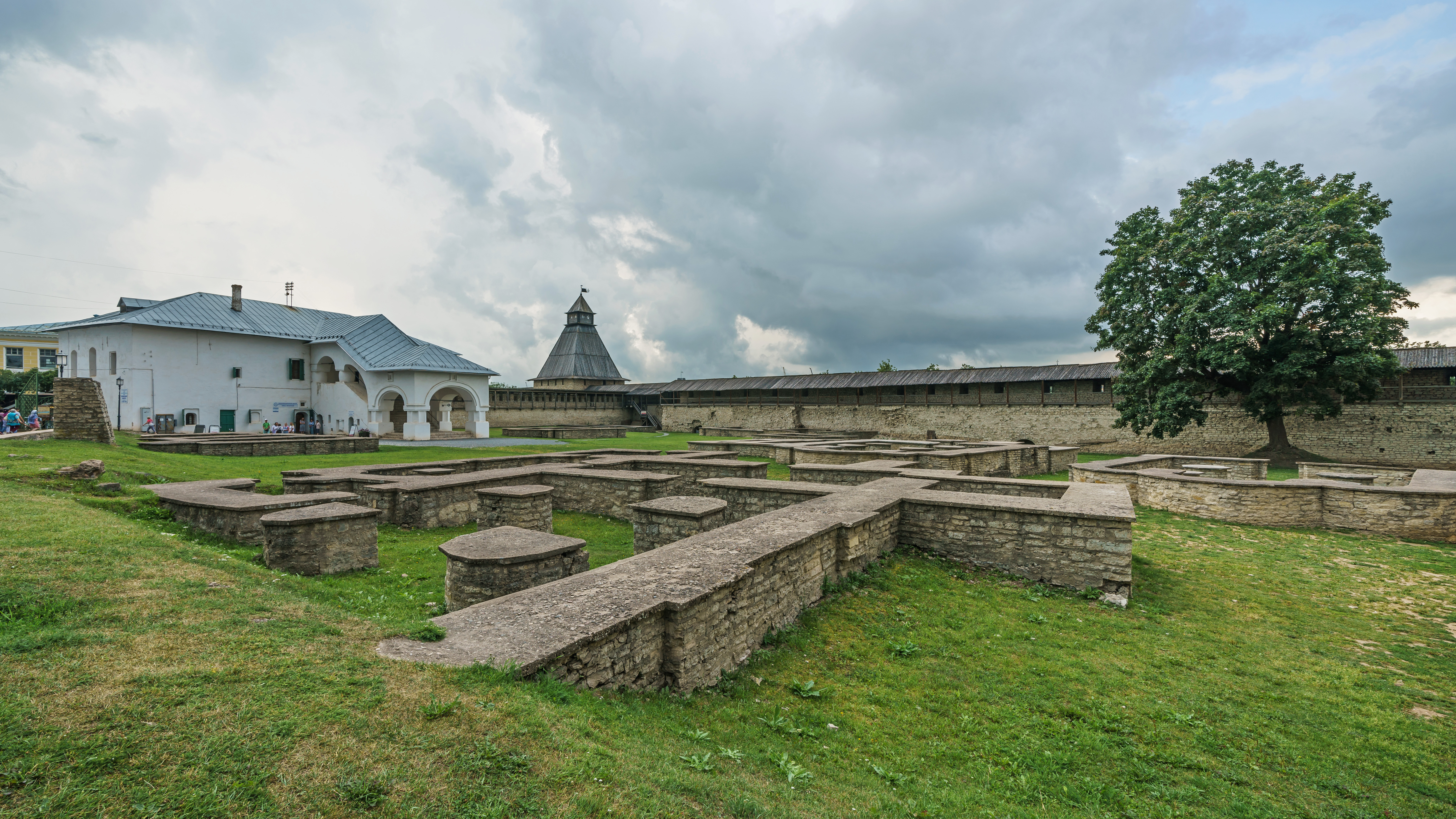
普斯科夫多夫蒙特镇

1270年，雅罗斯瓦夫再次想要干涉普斯科夫内政，并用他的傀儡取代多夫蒙特。普斯科夫人民为了多夫蒙特挺身而出，迫使雅罗斯瓦夫放弃他的计划。为了巩固地位，多夫蒙特与德米特里德女儿玛利亚结婚。1282年，他的岳父被从弗拉迪米尔流放到科波列，多夫蒙特向拉多加进发，在那里他从诺夫哥罗德人的手中夺去了德米特里的财产，并将它运到科波列。因此他在编年史中销声匿迹达17年左右。
1299年，利沃尼亚骑士团令人意外地攻打鲁塞尼亚西北，并围攻普斯科夫。但是，多夫蒙特，这个曾将他们从共和国赶跑的人，突然发病去世，而他自称的儿子格罗德诺的大卫活了下来。他的遗体在三一主教座堂火化，在那里他的剑和个人功绩会被展览，直到20世纪。
根据普斯科夫编年史的说法，没有一个统治者会像多夫蒙特一样受到普斯科夫人民的欢迎；他们尤其称颂他的武功和智慧。在俄罗斯正教会为他封圣后，他成了普斯科夫的主保圣人（与弗塞沃洛德·姆斯蒂斯拉维奇同等）。多夫蒙特在普斯科夫商业区建立的防御工事开始称为“多夫蒙特镇”。为纪念这位被封圣的王公，1574年一座教堂被建立。
1990年代，俄罗斯作家谢尔盖·卡利廷写了一本小说《狼的时刻》，此书关于多夫蒙特的一生和他从“下等立陶宛贵族”向普斯科夫王公的转变过程。

### 引用
1. ↑  . Orthodox England.   [2007-12-17]. （原始内容存档于2020-01-08）. St Dovmont or Timothy
2. ↑  .S.C.Rowell. Lithuania Ascending: A Pagan Empire Within East-Central Europe.1994, 第178页